# William Deane
Sir William Patrick Deane (* 4. ledna 1931 v Melbourne, Austrálie) je australský právník, soudce a v letech 1996 až 2001 sloužil jako 22. generální guvernér Austrálie.

## Život
William Deane vystudoval práva v Sydney a v nizozemském Haagu. Po krátké akademické kariéře byl povolán do soudnického systému do různých funkcí na Nejvyšším soudu Nového Jižního Walesu, Australského federálního soudu a Nejvyššího australského soudu (od 1982), odkud odešel v roce 1995. 16. února 1996 byl totiž jmenován generálním guvernérem. Oficiálně zahájil Letní olympijské hry 2000 v Sydney v roce 2000.

## Vyznamenání
- společník Řádu Austrálie (Austrálie, 26. ledna 1988)[1]
- rytíř-komandér Řádu britského impéria, civilní divize (Spojené království, 10. srpna 1982)[2]
- komtur s hvězdou Řádu svatého Řehoře Velikého (Vatikán)
- rytíř Nejctihodnějšího řádu svatého Jana Jeruzalémského